# Circonscription d'Enango Bila
La circonscription d'Enango Bila est une des 177 circonscriptions législatives de l'État fédéré Oromia, elle se situe dans la Zone Ouest Wellega. Son représentant actuel est Tekle Deresa Jawe.